# Гадание на свинце

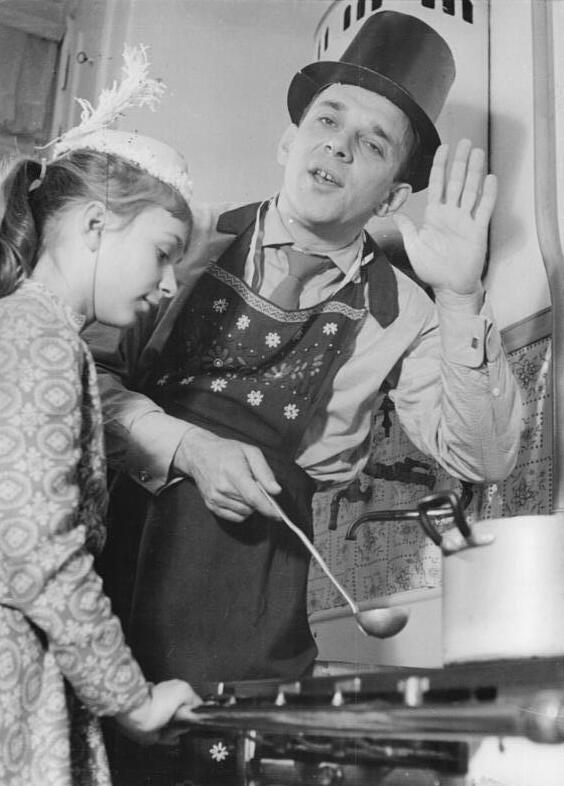
Восточногерманский артист кабаре Вернер Лирк с дочерью гадает на свинце. 1957

Гадание на свинце (молибдома́нтия, нем. Bleigießen) — шуточная традиция в Германии, Австрии и Финляндии в День Святого Сильвестра. Само по себе гадание на расплавленном свинце было известно ещё у древних римлян, которые первыми освоили плавку этого металла.
Свинец разогревают в ложке над свечой или другим небольшим источником огня, пока он не расплавится. Затем один из участников гадания, желающий узнать своё будущее, выливает жидкий металл в подготовленную посуду с холодной водой, отчего тот застывает в произвольных формах. Гадающие на основе ассоциаций, как, например, при гадании на кофейной гуще, толкуют формы застывших металлических фигурок и отбрасываемые ими тени. В розничной продаже в Германии предлагались специальные наборы для новогоднего гадания на свинце со вкладышем, содержащим основные значения, например: сердечко — к новой любви, цветок — к новой дружбе.
Свинец, относящийся к тяжёлым металлам, токсичен. Попадание свинца в человеческий организм опасно для здоровья. Свинец, использованный при гадании, может попасть в организм человека при вдыхании паров свинца, через использованные в этих манипуляциях ложку и посуду, которые следует утилизировать надлежащим образом, при попадании частиц свинцовой массы на продукты питания или в рот с немытых после гадания рук. Попадание чистого свинца в организм через кожу затруднено, но вполне возможно в случае использования для гадания соединений свинца. Следует учитывать, что свинец даже в малых дозах в форме пара или пыли может попасть в лёгкие при дыхании. Свинец губительно воздействует на организм длительное время, поскольку даже малые количества этого тяжёлого металла с трудом выводятся из человеческого организма. Помимо прочего, при гадании на расплавленном свинце можно легко обжечься его брызгами.
В качестве менее опасной альтернативы свинцу для гадания пригодно олово, которое не токсично, а его температура плавления составляет 231,9 °C, что значительно ниже, чем у свинца (327,5 °C). Ещё ниже температура плавления у эвтектического припоя олова и свинца (около 50-90 %), которая составляет 183 °C. Безопасной заменой свинца в новогоднем гадании будут также воск и тесто.
С 2018 года продажа наборов для гадания на свинце в Европейском союзе запрещена, поскольку содержание в них свинца значительно превышает максимальные показатели, установленные нормами ЕС.